# Slötjärnen, Dalarna
Slötjärnen är en sjö i Älvdalens kommun i Dalarna och ingår i Dalälvens huvudavrinningsområde. Sjön har en area på 0,146 kvadratkilometer och ligger 752,1 meter över havet.

## Delavrinningsområde
Slötjärnen ingår i det delavrinningsområde (685238-133562) som SMHI kallar för Inloppet i Nördre Vägsjön. Medelhöjden är 709 meter över havet och ytan är 17,06 kvadratkilometer. Det finns inga avrinningsområden uppströms utan avrinningsområdet är högsta punkten. Lemman (Svartsjöån) som avvattnar avrinningsområdet har biflödesordning 2, vilket innebär att vattnet flödar genom totalt 2 vattendrag innan det når havet efter 472 kilometer. Avrinningsområdet består mestadels av skog (77 procent) och sankmarker (19 procent). Avrinningsområdet har 0,15 kvadratkilometer vattenytor vilket ger det en sjöprocent på 0,9 procent.